# Инклинги (Splatoon)
И́нклинги (англ. Inklings, от англ. ink «чернила» + -lingsдиминутив; яп. インクリング Инкурингу) — вымышленный гуманоидный вид, произошедший от кальмаров; по совместительству, — главные герои и игровые персонажи в играх серии Splatoon (англ. splat «клякса» + platoon «отряд», также «стиль игры») производства японской компании Nintendo. Инклинги заселили земную сушу после глобальной катастрофы, уничтожившей человечество. Они создавали города, подражая найденным остаткам человеческой цивилизации. Инклинги способны существовать в двух формах: как кальмары и как человекоподобные существа.
Концепция инклингов была придумана к концу разработки первой игры Splatoon, до этого игровыми персонажами должны были стать гуманоидные кролики, однако разработчики были недовольны этой идеей. Антропоморфные кальмары в итоге лучше вписались во внутриигровую вселенную. Работая над внешностью персонажей, разработчики вдохновлялись подростками, инклинги с одной стороны хрупкие и выглядят мило, но с другой стороны придерживаются образа модных «крутых ребят». Инклинги изначально должны были быть девочками, так как Nintendo старалась исправлять слабые репрезентации женских персонажей в своих играх. Мальчики-инклинги основаны на дизайне девочек.
В поздних играх серии всё более значимую роль играют осьмолинги (англ. octolings, от англ. octo- «восемь» + -lingsдиминутив) — разумный вид, произошедший от осьминогов и также способный принимать гуманоидную форму. Изначально они были созданы, как вражеские NPC, но разработчикам понравился их дизайн, и они захотели сделать их такими же игровыми персонажами, что и инклинги. Для этого они прописали подробный сюжет предыстории осьмолингов, в частности историю про территориальные конфликты, и дали логическое объяснение, почему часть из них по мере прохождения сюжета стала жить среди инклингов.

## Концепция и дизайн
Разработчики при создании первой Splatoon долгое время не могли определиться с дизайном персонажей. Уже на стадии препродакшена была придумана концепция с игровой ареной, где противоположные команды игроков должны залить своей краской как можно больше территории. На этапе разработки игрового процесса, персонажи были представлены как прямоугольники.
Было задумано, что персонажи смогут прятаться и передвигаться в чернилах, но эту механику надо было грамотно встроить в игру. На раннем этапе у персонажей имелись плащи, под которым они могли прятаться в чернилах. Когда разработчики начали работать над дизайном персонажей, в одном из прототипов использовались разноцветные Йоши. Сначала было решено создать антропоморфных кроликов. Были разработаны модели персонажей и анимации. Тем не менее разработчики остались недовольны этой концепцией, заметив что кролики плохо сочетаются с темой игры — сражаться с помощью краски. В какой-то момент была предложена идея с кальмарами. Однако исполнительный продюсер Хисаси Ногами остался недоволен этой задумкой, назвав кальмаров заведомо ужасной идеей как минимум потому, что им надо было бы придать такую физиологию, чтобы они могли бегать по арене и держать оружие. В какой-то момент разработчикам пришла идея создать персонажей-«оборотней», кальмаров, способных принимать облик людей. Это решало сразу несколько проблем: теперь персонажи могли сражаться друг с другом в гуманоидной форме, а при надобности принимать исходный облик кальмаров, чтобы прятаться в чернилах. Было решено дать персонажам крупные голову и руки для того, чтобы их движения было легче проследить на арене, наполненной разноцветными чернилами.
Особое внимание уделялось прежде всего разработке дизайна «девочки»; до такой степени, что разработчики даже не были уверены, стоит ли добавлять в игру персонажей мужского пола. Они помнили критику слабой репрезентации женских персонажей в играх от Nintendo и решили в новой игре воплотить концепцию сильного женского персонажа. Инклинги-девушки, дающие музыкальные концерты, обладают культовым статусом среди других инклингов, что является аллюзией на айдору.
Внешность инклингов была вдохновлена общим представлением о людях подросткового возраста; в частности, милый вид инклинга контрастирует с их озорством, дерзостью и в целом образом «крутых ребят». Разработчики утверждали, что, по их мнению, именно этот образ лучше всего соотносится с образом типичного подростка. Во время работы над образом и дизайном одежды инклингов, разработчики вдохновлялись образом «ребят из 90-х», учитывая то, что на момент создания игры, большинству разработчиков было уже за 30 лет. Стиль инклингов они описывали, как «радикальный» или «сумасшедший». Чёрные круги вокруг глаз подчёркивали экстравагантный стиль инклингов. Разработчики сравнивали «макияж» персонажей с образом панк-рок-музыкантов и им подобных.

## Описание

### Инклинги

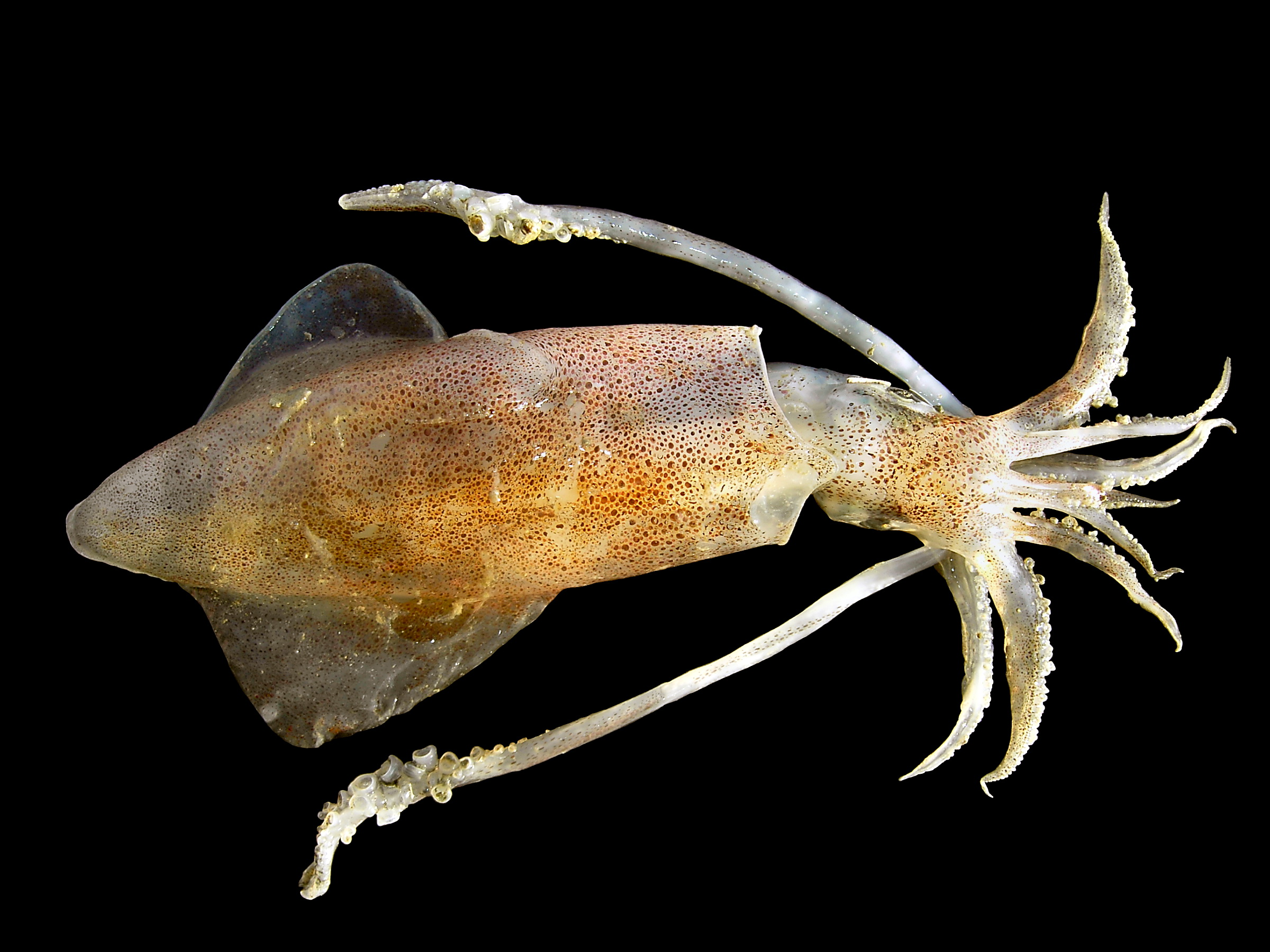
Обыкновенный кальмар в своей естественной среде обитания

Инклинги — это разумная форма жизни, произошедшая от кальмаров. Особенность биологического строения позволяет инклингам по желанию принимать гуманоидную форму, и затем возвращаться в исходную форму кальмара. В гуманоидной форме они способны перемещаться по поверхности, носить одежду и использовать предметы и оружие. В форме кальмара же они обретают способность «плавать» в чернилах, в том числе и на вертикальных поверхностях. Инклинги общаются между собой с помощью издавания пищащих, «булькающих» звуков. Приспособив свои тела к жидкой форме и трансформации, инклинги стали крайне хрупкими созданиями, которые не терпят контакта со сразу больши́м количеством воды. Их нежная мембрана, пропуская её внутрь тела, заставляет инклинга буквально растворяться в воде. Помимо прочего, инклинга ранят чернила не его собственного цвета и их тела легко уничтожаются ударом крупного предмета. В гуманоидной форме инклинги довольно медлительны, но чрезвычайно быстры, когда плавают в чернилах, будучи в форме кальмара. 
В гуманоидной форме инклинг напоминает человеческого младенца, но с более выражено «неправильными» пропорциями тела: крупные относительно тела голова и глаза, ладони и ступни. Несмотря на гуманоидную, то есть человекоподобную форму тела, инклинг сохраняет многие черты кальмара, в частности: отростки-щупальца на голове, отдалённо напоминающие причёску, или кальмаровые зубы. Рост персонажей неизвестен, хотя на некоторых боевых аренах в Splatoon 2 имеется экспонат с человеческим скелетом в полный рост, сравнивав с которым, прослеживается, что инклинги не выше человеческого младенца в стоячем положении.
Инклинги практически всеядны, они питаются овощами, хлебом и морепродуктами, но не мясом наземных животных, так как они почти все вымерли после потопа. Половой диморфизм почти отсутствует, физиология девочек и мальчиков идентичная, у мальчиков более низкий голос. Однако их можно легко отличить по внешнему виду, так как инклинги подражают человеческой моде, которая напрямую зависит от предпочтений определённого пола: девочки отращивают длинные «волосы» и могут носить юбки, мальчики же носят короткие причёски. Цвет кожи варьируется от светлого до почти чёрного. О репродуктивной системе известно мало, кроме того, что инклинги рождаются из икр кальмарами, а учатся принимать гуманоидную форму только к подростковому возрасту.
Инклинги построили свою цивилизацию и культуру, подражая руинам и технологиям человечества рубежа XX и XXI веков, в частности, японским. Основное действие происходит через 12 000 лет после внезапного повышения уровня воды, затопившего всю планету. На момент, когда вода стала отступать, все наземные животные уже вымерли, и на опустевшие пространства стали выбираться подводные существа.
Инклинги увлекаются стрит-артом, тратят много денег на одежду и часто обсуждают костюмы друг друга, оценивая их на предмет актуальности. Инклинги в своей сущности легкомысленные, невнимательные и беззаботные. Так называемые «чернильные войны», где требуется закрасить как можно больше территории своим цветом, стали самым популярным видом спорта у инклингов. Также они крайне чтят «айдолов» — певиц и ведущих, являющихся самой значимой фигурой в цивилизации инклингов. Например, сёстры-кальмары Кэлли и Мари, представленные в первой Splatoon или Жемчик и Мариша из Splatoon 2 являются одними из самых популярных представителей айдолов.

### Осьмолинги
Осьмолинги — другой, изначально враждебный инклингам разумный вид, представленный во вселенной Splatoon. Они имеют такую же способность к трансформации и практически ту же физиологию, что и у инклингов в результате конвергентной эволюции. Основная разница между ними заключается в том, что осьмолинги произошли от осьминогов: у них почти такая же гуманоидная форма с отличием в заострённости ушей и тёмные круги вокруг глаз не сливаются на переносице, как у инклингов. К тому же у них отличаются «причёски»: их щупальца к концу утончаются, а присоски располагаются на внешней стороне.  

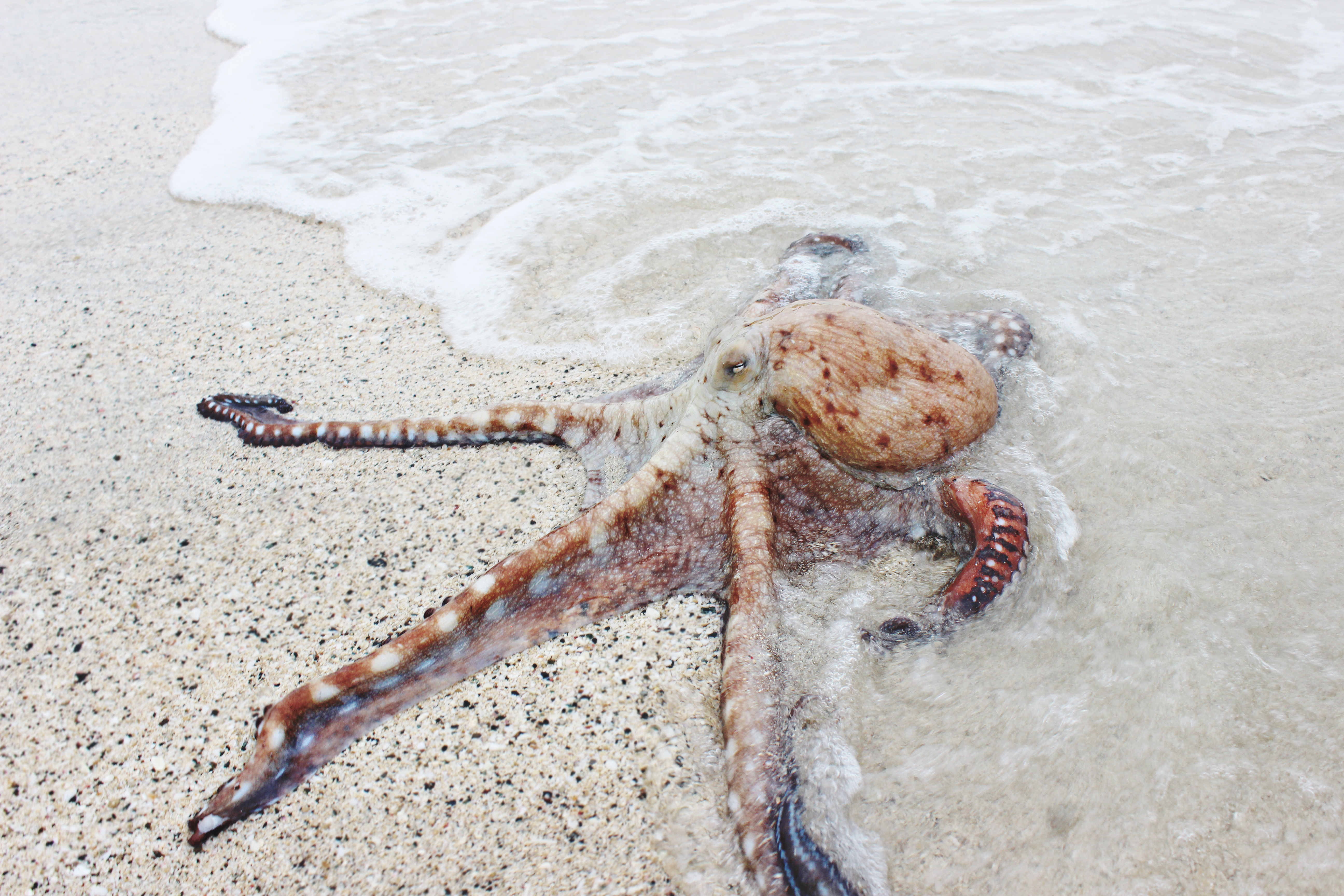
Осьминог выплыл на берег пляжа

Изначально осьмолинги играли второстепенную роль враждебных NPC. В Splatoon 2 же вместе с выпуском дополнения Octo Expansion и завершения её основной сюжетной линии была добавлена возможность играть за персонажа-осьмолинга. В Splatoon 3 осьмолинги стали игровыми персонажами уже по умолчанию, наравне с инклингами.
Осьмолинги являются одними из представителей разумных видов осьминогов, условно именуемых октарианцами, которые одновременно с инклингами построили свою цивилизацию, но из-за нехватки территории в результате частичного затопления суши они были вынуждены развязать войну с инклингами, в которой последние одержали победу, вынудив октарианцев укрыться в подземных сводах. Октарианцы стали воровать вольторыбов (англ. zapfish, от англ. zap + fish) для обеспечения электричеством своих подземных городов. Освобождение вольторыбов выступает основной миссией в прохождении одиночного режима в играх серии Splatoon. Многие осьмолинги после сражения Агента 3 с DJ Octavio — финальной битвы в Splatoon 2 — приняли решение отправиться жить в главный город инклингов, Инкополис, где они могли бы мирно сосуществовать с ними. Мариша — осьмолинг и одна из самых известных айдолов в Инкополисе — когда-то работала инженером в армии октарианцев, откуда впоследствии дезертировала.
Изначально октарианцы были введены в оригинальную Splatoon как вражеские персонажи в одиночном режиме, — один из дизайнов осьмолингов предлагал женских гуманоидных персонажей, основанных уже на осьминогах. Разработчикам так понравился этот дизайн, что они начали думать над тем, как ввести осьмолингов в игру Splatoon 2, при этом логически объяснив в сюжете появление «вражеского» вида в Инкополисе. В результате, работая над дополнением Octo Expansion, разработчики подробно прописали сюжет, рассказывающий предысторию осьмолингов, а именно то, как часть из них решает жить мирно среди инклингов. После прохождения дополнения, игроку становится доступен редактор создания персонажа-осьмолинга.

### Прочие
В играх серии Splatoon, без учёта рыб, в качестве неигровых второстепенных персонажей можно видеть и других морских существ с гуманоидной формой: морские ежи, грифельные морские ежи, актинии и другие. Они представлены единичными персонажами, с некоторыми из которых можно вступать в диалог. Сюжет игр не раскрывает причину их гуманоидной внешности, и насколько их биология схожа с таковой у инклингов или осьмолингов.

## Восприятие
Внешний дизайн инклингов ещё после выпуска первой Splatoon был положительно принят игровыми критиками при обзоре первой Splatoon. Игра приобрела свою фанатскую базу, а инклинги стали популярной темой для косплея. Дизайн персонажей хвалили за то, как их физиологические характеристики отлично сочетаются с игровым процессом Splatoon. Инклинги появлялись в различных списках самых влиятельных персонажей. Редакция Polygon поставила дуэт «сестёр кальмаров» на 70-е место в списке «100 лучших игровых персонажей 2010-х годов» и заметила, как Nintendo, изобретя концепцию антропоморфных кальмаров, превратила их в «поп-сенсацию». Третью часть Splatoon 3 хвалили за то, что создание нового персонажа больше не было привязано к полу. 

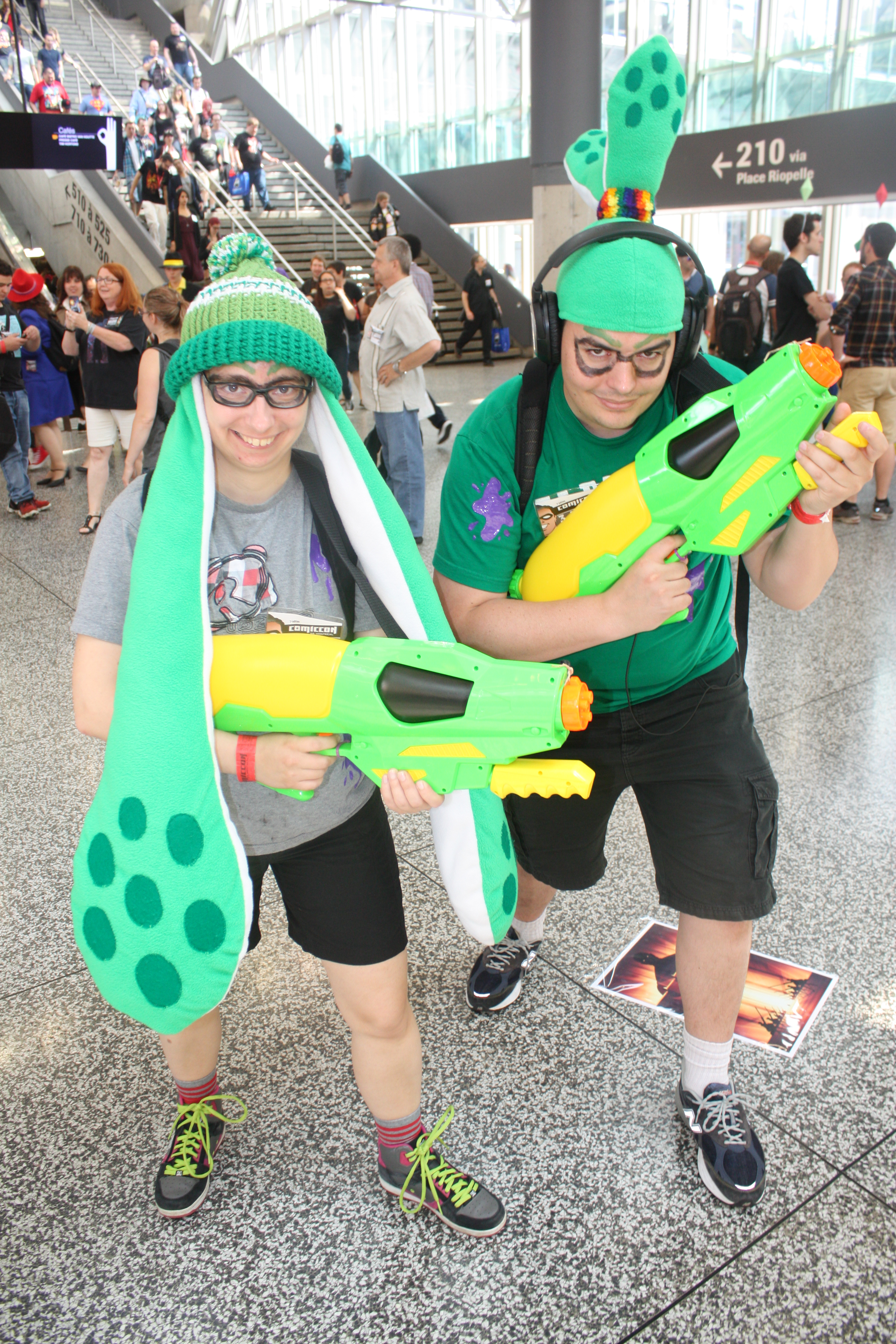
Косплей инклингов

Ещё до анонса появления инклингов в Super Smash Bros. Ultimate, в интернет-изданиях GamesRadar и Paste инклинги лидировали среди читательских опросов, каких персонажей они желали бы видеть в кроссовере. Майк Уильямс с сайта US Gamer включил девочку-кальмара в список самых желаемых персонажей для добавления в Smash Bros и что это даже может повысить продажи игры. Редакция Screen Rant поставила инклингов на пятое место среди лучших персонажей, встречающихся в Smash Bros.. Джереми Пэриш с сайта Polygon составил рейтинг всех 73 бойцов в Smash Bros. от худших к лучшим, где поместил инклингов на 13 место. В 2018 году автор журнала Paste Холли Грин назвала инклингов любимыми персонажами среди новых бойцов Smash Bros.. Гэвин Джаспер с сайта Den of Geek поместил инклингов на 17 место среди любимых персонажей Smash Bros..
Журналисты также хвалили появление инклингов в Mario Kart 8 Deluxe, тем не менее некоторые из них раскритиковали жесты девушки-инклинга, как оскорбительные.

## Мерчандайз
Вместе с выходом Splatoon, Nintendo выпустила коллекцию фигурок amiibo c девочкой-инклингом, мальчиком-инклингом и кальмаром. Эти фигурки позже выпускались с другой окраской. Nintendo выпустила новые фигурки вместе с выходом Splatoon 2, а также специальные amiibo, приуроченные к добавлению инклингов в Super Smash Bros. Ultimate. Компания Good Smile Company также производила фигурки инклингов.
Перед выпуском оригинальной Splatoon, британский видеоигровой ретейлер GAME предлагал покупателям, сделавшим предварительный заказ, шапочки в форме головы инклингов.

## Комментарии
1. ↑  В Splatoon и Splatoon 2 для девочек и мальчиков доступны разные причёски, возможность выбирать причёску без привязки к полу появилась в Splatoon 3
2. ↑  В играх икрометание прямо не подтверждается, но намекается через речевые обороты. Например неопытных инклингов или октолингов называют «икринками» или шутят, что они «ещё вчера вылупились из икры».
3. ↑  Крайне распространённое звукоподражание в английском языке, имитирующее поражение электрическим током
4. ↑  В широком смысле означает — любое позвоночное, живущее (или жившее) исключительно в воде